# Куп пет нација 1971.
Куп пет нација 1971. (службени назив: 1971 Five Nations Championship) је било 77. издање овог најелитнијег репрезентативног рагби такмичења Старог континента. а 42. издање Купа пет нација.
Ове сезоне је први пут у Купу пет нација, есеј вредео 4 поена.
Гренд слем је освојио Велс.

## Учесници
Напомена:
Северна Ирска и Република Ирска наступају заједно.
|   | Селекција                      | Стадион                           | Селектор         |
| - | ------------------------------ | --------------------------------- | ---------------- |
| 1 | Рагби репрезентација Француске | Стад Олимпик, Коломб (Горња Сена) | Фернард Казенаве |
| 2 | Рагби репрезентација Енглеске  | Стадион Твикенам, Лондон          | Дон Вајт         |
| 3 | Рагби репрезентација Шкотске   | Стадион Марифилд, Единбург        | Бил Дикинсон     |
| 4 | Рагби репрезентација Велса     | Национални стадион, Кардиф        | Клајв Ровландс   |
| 5 | Рагби репрезентација Ирске     | Ленсдаун роуд, Даблин             | Сид Милар        |

## Такмичење
Француска - Шкотска 13-8
Велс - Енглеска 22-6
Ирска - Француска 9-9
Шкотска - Велс 18-19
Ирска - Енглеска 6-9
Шкотска - Ирска 5-17
Енглеска - Француска 14-14
Велс - Ирска 23-9
Енглеска - Шкотска 15-16
Француска - Велс 5-9

## Табела
|   | Селекција                      | ИГ | Д | Н | И | ПД | ПП | ПР  | Б |  |
| - | ------------------------------ | -- | - | - | - | -- | -- | --- | - |  |
| 1 | Рагби репрезентација Велса     | 4  | 4 | 0 | 0 | 73 | 38 | +35 | 8 |  |
| 2 | Рагби репрезентација Француске | 4  | 1 | 2 | 1 | 41 | 40 | +1  | 4 |  |
| 3 | Рагби репрезентација Ирске     | 4  | 1 | 1 | 2 | 41 | 46 | -5  | 3 |  |
| 3 | Рагби репрезентација Енглеске  | 4  | 1 | 1 | 2 | 44 | 58 | -14 | 3 |  |
| 5 | Рагби репрезентација Шкотске   | 4  | 1 | 0 | 3 | 47 | 64 | -17 | 2 |  |